# Peter Stöcker
Peter Stöcker (* 1968) ist ein früherer deutscher Crosslauf-Sommerbiathlet und Leichtathlet.
Peter Stöcker vom SV Erndtebrück nahm in Osrblie an den Sommerbiathlon-Weltmeisterschaften 1998 teil und kam dort in drei Rennen zum Einsatz. Im Sprintrennen wurde er 57., 52. des Verfolgungsrennens und mit Gerald Zielinsky, Frank Röttgen und Martin Kalpein 13. und damit letzter im Staffelrennen. National war er Anfang der 2000er Jahre einer der erfolgreichsten Sommerbiathleten. Bei den ersten Deutschen Meisterschaften 1999 in Clausthal-Zellerfeld gewann er hinter Roman Böttcher die Silbermedaille im Kleinkaliber-Sprint. Ein Jahr später konnte er an selber Stelle erneut Vizemeister hinter Böttcher im Kleinkaliber-Sprint wie diesmal auch im Verfolgungsrennen werden. 2001 gewann Stöcker in Jagdhaus nochmals Silber, nun mit der Kleinkaliber-Staffel des Landesverbandes Westfalen. Seine Tochter Nina ist ebenfalls eine erfolgreiche Nachwuchssportlerin in der Leichtathletik wie auch im Sommerbiathlon.

## Belege
1. ↑  Nina Stöcker auch im Zweikampf erfolgreich. In: Westfälische Rundschau. Funke Mediengruppe, 9. September 2009, abgerufen am 1. Mai 2025.

| Personendaten    | Personendaten                                       |
| ---------------- | --------------------------------------------------- |
| NAME             | Stöcker, Peter                                      |
| KURZBESCHREIBUNG | deutscher Crosslauf-Sommerbiathlet und Leichtathlet |
| GEBURTSDATUM     | 1968                                                |